# Lene Andersson
Lene Andersson, danska veslačica, * 17. julij 1968.
Z Berit Christoffersen je nastopila na Poletnih olimpijskih igrah 1996 v Atlanti, kjer sta v lahkem dvojnem dvojcu osvojili peto mesto.